# جوئيك
جوئيك (بالفارسية: جوئیک) هي قرية تقع في قسم باهوكلات الريفي (مقاطعة تشابهار) في إيران. يقدر عدد سكانها بـ 379 نسمة بحسب إحصاء 2016.